# آرمین بی. کرمرز
آرمین برند کرمرز (به انگلیسی: Armin B. Cremers) (زاده ۷ ژوئن ۱۹۴۶)، یک ریاضی‌دان و دانشمند علوم کامپیوتر از آلمان است. او در دانشگاه بن آلمان، استاد مؤسسه علوم کامپیوتر است. کرمز بیشتر به دلیل تلاش‌هایش در چندین زمینه ریاضیات گسسته از جمله زبان‌های صوری و نظریه اتوماتا شناخته شده است. وی در سال‌های اخیر، به دلیل فعالیت در زمینه هوش مصنوعی، یادگیری ماشینی و رباتیک و همچنین در ژئوانفورماتیک و پایگاه داده‌های استنتاجی معروف شده است.

## زندگی و کار
آرمین بی کرمرز در در رشته ریاضیات و فیزیک در دانشگاه کارلسروهه آلمان درس خواند. پس از فارغ‌التحصیلی (۱۹۷۱) و اخذ مدرک دکترا (۱۹۷۲)، هر دو در ریاضیات به در سطح ممتاز، وی مدرک تحصیلی آکادمیک خود را در علوم کامپیوتر (۱۹۷۴) مجدداً از دانشگاه کارلسروهه دریافت کرد. کرمز در سال ۱۹۷۳ و در پی دعوت سیمور گینزبورگ، به دانشگاه کالیفرنیای جنوبی (USC)، لس آنجلس رفت و تا سال ۱۹۷۶ به عنوان استادیار در مهندسی برق و علوم کامپیوتر در آن‌جا خدمت کرد. وی همراه با گینزبورگ، برای خانواده‌های گرامری، فرمالیسم جدیدی را پایه‌گذاری کرد.
آرمین بی کرمرز در سال ۱۹۷۶ به آلمان بازگشت و در دانشگاه دورتموند، به عنوان استاد تمام علوم کامپیوتر منصوب شد. تا سال ۱۹۹۰ وی در آنجا فعالیت کرد و کرسی سیستم‌های معلوماتی را بر عهده داشت. کرمز به‌طور هم‌زمان به عنوان استاد پژوهشی مدعو در USC به فعالیت خود ادامه داد و مفهوم فضاهای داده‌ای را که یک مدل محاسباتی جامع است، به کمک توماس ان. هبارد چه از لحاظ عملی و نظری توسعه داد.
آرمین بی کرمرز به عنوان رئیس بخش علوم کامپیوتر در دانشگاه دورتموند خدمت کرد و از ابتدای سال ۱۹۸۵ به‌عنوان معاون تحقیقات و هیئت علمی جوانان در همان‌جا منصوب شد. وی در این سمت، رابط توسعه مرکز فناوری دورتموند بود. کرمز پایه‌گذار و مدیر مرکز سیستم‌های کارشناسی دورتموند (ZEDO) و شرکت تحقیقاتی دولتی NRW در زمینه هوش مصنوعی (KI-NRW) بود. همچنین وی از سال ۱۹۸۸ تا ۱۹۹۶ عضو هیئت نظارت مرکز تحقیقات ملی آلمان برای ریاضیات و پردازش داده‌ها (GMD) بود.
آرمین بی کرمرز از سال ۱۹۹۰، استاد و مدیر علوم کامپیوتر و سرپرست گروه تحقیقاتی هوش مصنوعی در دانشگاه بُن بوده است. وی به هوش مصنوعی و رباتیک (با همکاری چند تن از شاگردان‌اش نظیر ولفرام بورگارد، دیتر فاکس، سباستین ترون) و توسعه مهندسی نرم‌افزار به‌ویژه در زمینه مهندسی عمران و سیستم‌های معلوماتی به‌ویژه در زمینه علوم زمین، کمک کرد. در سال ۲۰۱۶، مقاله «روبات تعاملی رهنمای تور موزه» برنده جایزه AAAI Classic Paper شد. در سال ۲۰۰۱، آرمین بی کرمز به همراه ماتیاس جارک، «مرکز بین‌المللی بن-آخن برای فن‌آوری اطلاعات (B-IT)» را تأسیس نمود و تا زمان بازنشستگی کرمز از تدریس در سال ۲۰۱۴، وی مدیریت این مرکز را در سمت «مدیر علمی از طرف دانشگاه بن» بر عهده داشت.
از سال ۲۰۰۴ تا ۲۰۰۸ کرمرز رئیس دانشگاه ریاضیات و علوم طبیعی بود و از آوریل ۲۰۰۹ تا ژوئیه ۲۰۱۴، به عنوان معاون پلانینگ و امور مالی دانشگاه خدمت کرد.